# PDM Racing

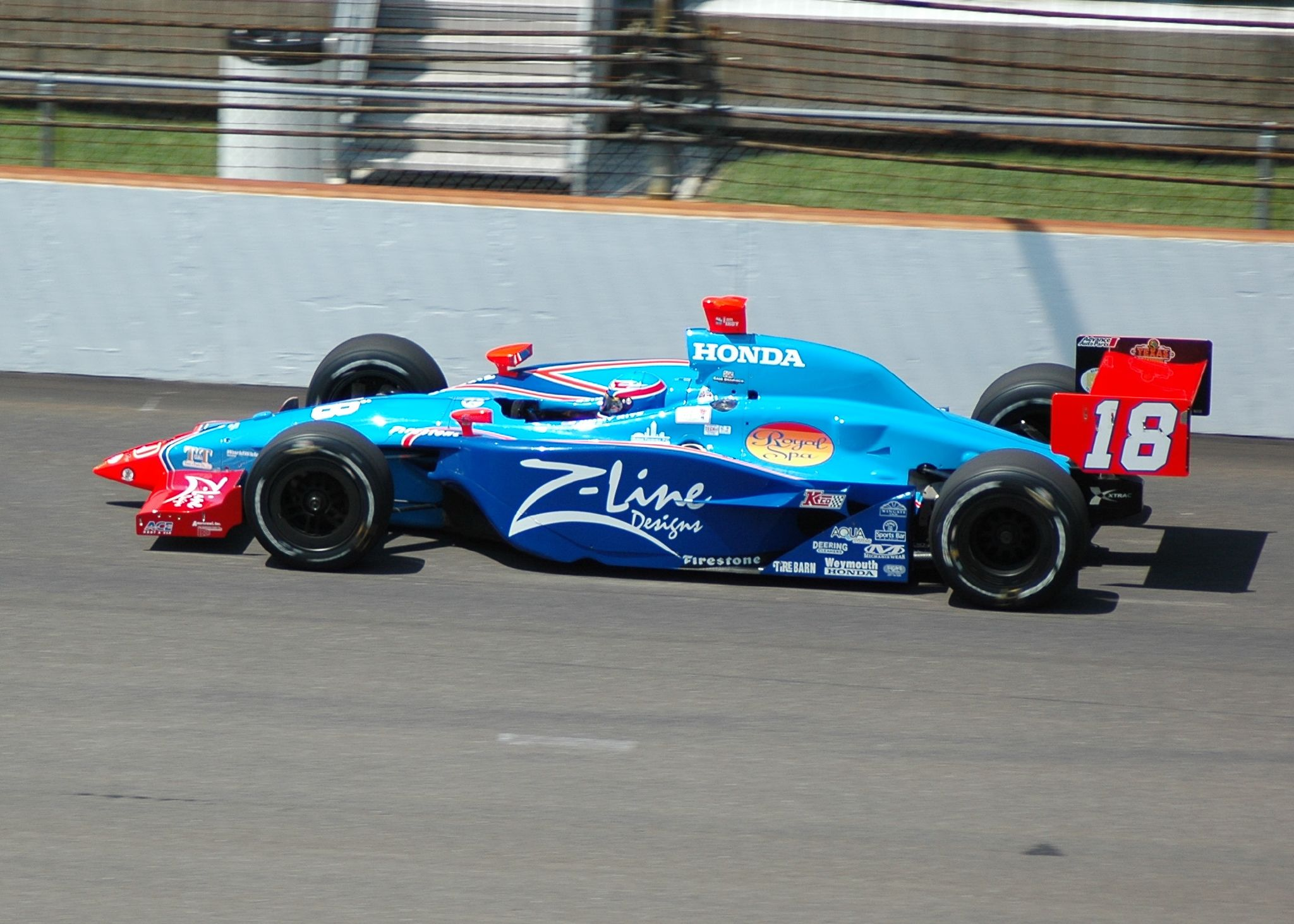
Carro da PDM pilotado por Jimmy Kite durante treinos em Indianápolis/2007

PDM Racing foi uma equipe de corridas automobilísticas dos Estados Unidos que competiu na Indy Racing League entre 1996 e 2007, e também disputou provas de Indy Lights e USAC.
Na IRL, teve como seu melhor resultado um terceiro lugar, conquistado por Sam Hornish, Jr.  no GP de Las Vegas, em 2000. Após não conseguir vaga nas 500 Milhas de Indianápolis de 2007 com Jimmy Kite, encerrou suas atividades na categoria.
Pela Indy Lights, forneceu apoio a 2 equipes: American Spirit Racing (em 2008, com a suíça Cyndie Allemann) e Winners Circle Group (em 2009, com o holandês Junior Strous). Na temporada 2010, novamente com um esquema próprio, teve como piloto o brasileiro Rodrigo Barbosa.

## Pilotos

### IRL / IndyCar Series
- Billy Boat (1997)
- Mike Borkowski (1999)
- Tyce Carlson (1997-1998, 2002)
- Ed Carpenter (2003)
- John de Vries (2002)
- Mark Dismore (1997)
- Jack Hewitt (1998)
- Sam Hornish, Jr. (2000)
- Jimmy Kite (2003)
- Steve Knapp (1998-1999)
- Cory Kruseman (2002)
- Scott Mayer (2003)
- Robby McGehee (2004)
- Thiago Medeiros (2006)
- Jon Herb (2001)
- John Paul, Jr. (1996-1998)
- Eliseo Salazar (1998)
- Jeret Schroeder (2001-2002)

### Indy Lights
- Cyndie Allemann (2008)[nota 1]
- Junior Strous (2009)[nota 2]
- Rodrigo Barbosa (2010)